# سيف مغولي تركي
سيف مغولي-تركي تم استخدام هذه السيوف من قبل البدو الأتراك والمغول في السهوب الأوراسية في المقام الأول بين القرنين الثامن والرابع عشر.  تم العثور على واحدة من أقدم السيوف المسجلة من هذا النوع في مقبرة أفار في رومانيا والتي يعود تاريخها إلى منتصف القرن السابع.

## التاريخ
على الرغم من حدوث اختلافات طفيفة في الحجم والمقبض، إلا أنها شائعة بدرجة كافية في التصميم عبر خمسة قرون بحيث يصعب تأريخ الشفرات الفردية عند اكتشافها دون سياق آخر. ومع ذلك، من المحتمل أن تكون هذه السيوف متأثرة بالفعل بالسيوف المستخدمة من قبل الآخرين، مثل السيوف الصينية المختلفة.
يتراوح طول نصل هذه السيوف ما بين 30 و40 بوصة، كما أنها تحمل منحنى لطيفًا، مما يؤدي إلى طرف مدبب مفيد للدفع. لقد تم تصميمها للاستخدام على ظهور الخيل وكثيرًا ما واجهت الشعوب المجاورة هذه الشفرات على أيدي المغيرين الأتراك.
كانت السمة المشتركة للمقابض هي "الانحناء" أسفل الحلق مباشرةً. ويرجع ذلك جزئيًا إلى بناء الحلق والتانغ وجزئيًا إلى ميزة تهدف إلى مساعدة المحارب الراكب في تأرجح السلاح على الخصم.  كان المقبض يحمل كويلات قصيرة غالبًا ما كانت تنحني للأمام قليلًا، ولكن من الممكن أن تكون مستقيمة أيضًا. بعد ذلك مباشرة، تم وضع واقي اليد الموجود على موطن النصل، والذي يُسمى تونكو (吞口) باللغة الصينية، وهو عبارة عن سمة نموذجية من النحاس أو الحديد.  تم صنع هذا على شكل غلاف معدني يلتف حول النصل، وهو مصمم لمساعدة السيف على الغلق في الغمد. كانت بعض سيوف التونكو المبكرة ذات المكانة العالية مذهبة ومزينة بأنماط. كانت السيوف اللاحقة التي تنحدر من هذه الشفرات تحمل تنكو غير وظيفي، وكانت زخرفية وفي بعض الأحيان محفورة على الشفرات.

## التأثير
السيوف الصينية: مع الغزو المغولي للصين في أوائل القرن الثالث عشر وتشكيل أسرة يوان ، أصبح سيف السهوب المنحني له تأثير أكبر على تصاميم السيوف الصينية. تم استخدام السيوف من قبل الأتراك والتونغوسيين وشعوب السهوب الأخرى في آسيا الوسطى منذ القرن الثامن على الأقل، وكان سلاحًا مفضلاً بين الطبقة الأرستقراطية المغولية. كان لفعاليتها في حرب الخيالة وشعبيتها بين الجنود في جميع أنحاء الإمبراطورية المغولية آثار دائمة. 
في الصين، استمر النفوذ المغولي لفترة طويلة بعد انهيار أسرة يوان على يد مينغ ، واستمر خلال سلالتي مينغ وتشينغ ( الأخيرة نفسها أسسها شعب من آسيا الداخلية ، المانشو )، مما أدى إلى زيادة شعبية المانشو. Dao وينتج مجموعة متنوعة من الشفرات الجديدة. أصبحت الشفرات ذات الانحناء الأكبر شائعة، ويشار إلى هذه الأنماط الجديدة مجتمعة باسم بيداو (佩刀)  . خلال منتصف عهد مينغ، ستحل هذه السيوف الجديدة محل جيان كسلاح عسكري. 
السيوف الإسلامية: كانت السيوف العربية المبكرة كلها مستقيمة وذات حدين في الغالب (على غرار شفرات سيوف التسليح الأوروبية). على الرغم من العثور على السيوف التركية المغولية بين العبيد الأتراك في الإمبراطورية السامانية ، إلا أن السيوف المستقيمة ظلت أكثر شعبية خارج مجموعات معينة (مثل السلاجقة ) حيث كان هذا هو النمط التقليدي للسيف الذي كان يرتديه النبي محمد ﷺ .  بعد الغزو المغولي، في جميع أنحاء العالم الإسلامي، في القرن الثالث عشر، أصبحت التصاميم المنحنية أكثر شعبية خاصة لدى العثمانيين في الأناضول . استمر العثمانيون في استخدام السيوف المنحنية، وقاموا بتطويرها بشكل أكبر حتى ميزوا نسخة مميزة ذات نصال ثقيل والتي أصبحت فيما بعد القلج في النصف الأول من القرن الخامس عشر. استمر استخدام السيوف المغولية في بلاد فارس حتى أواخر القرن السادس عشر، وعندها تطورت إلى سيف الشمشير المعروف .  جلب الغزو المغولي لأفغانستان والهند هذه السيوف إلى شبه القارة الهندية التي تطورت إلى بولوار وتلوار .على التوالي في القرن السادس عشر. في حين أن هذه الشفرات الإسلامية احتفظت في كثير من الأحيان بالتنكو الذي يظهر تراثها التركي المغولي، حتى بحلول القرن الخامس عشر، أصبح الجهاز عنصرًا زخرفيًا منمقًا. 
على الرغم من أن الياتاجان العثماني لم يكن يحمل سيفًا تقليديًا منحنيًا، إلا أنه كان لا يزال يحمل التنكو الذي يشير إلى تراثهم التركي المغولي. 

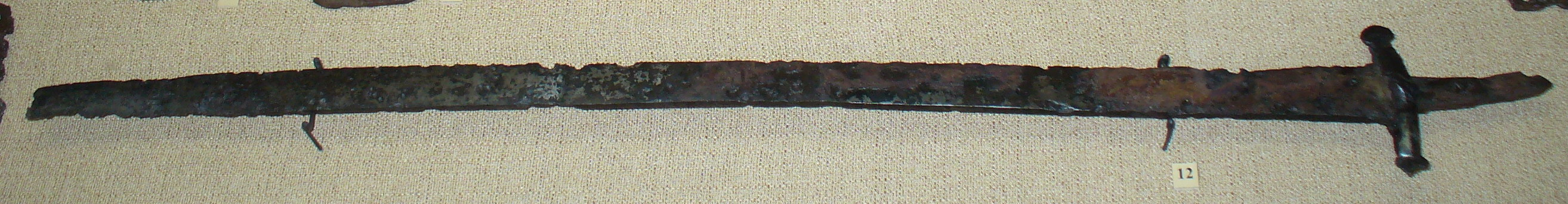
صابر من الدفن البدوي في سهوب جنوب روسيا. القرن 11-13.

ثلاثة سيوف من القرن السابع عشر ذات تأثير من الخط التركي المغولي: سيوف شمال أفريقيا النمشة، وتلوار هندي، وسيوف شابلا البولندية (باتوروكا).

السيوف الأوروبية: كانت أوروبا الشرقية على اتصال منذ فترة طويلة بمجموعات السهوب البدوية مثل الأفار والألان والكومان . بينما كانت أوروبا الغربية لا تزال تركز في المقام الأول على السيوف الطويلة ذات النصل المستقيم وتسليح السيوف خلال فترة العصور الوسطى لمحاربة الدروع الثقيلة التي كانت تستخدم في الحروب الأوروبية، أثر وصول الحرب التركية، أولاً مع المغول وثانيًا مع العثمانيين، على الحرب والحرب . التسلح في أوروبا الشرقية.
استخدم الجيش البيزنطي سيفًا يسمى باراميرون ، والذي يعتبر نوعًا من السيوف، من القرن الحادي عشر إن لم يكن قبل ذلك. كان للبيزنطيين اتصال وثيق مع مختلف شعوب السهوب التركية، مثل الخزر والبيشنك والكومان وما إلى ذلك، والتي ربما اشتق منها الباراميريون . تُظهر الصور البيزنطية اللاحقة، من القرن الرابع عشر فصاعدًا، سيوفًا منحنية جدًا مع يلمان ، والتي تشبه الأمثلة المبكرة للقلج التركي.
كان لروسيا تاريخ سابق في استخدام السيوف المستقيمة من عصر الفايكنج المبكر، ولكن بدءًا من القرن العاشر، تم اعتماد السيف أيضًا.  من القرن العاشر حتى القرن الثالث عشر، انتشر استخدام السيوف من جنوب شرق روسيا وشق طريقه شمالًا. تُظهِر الاكتشافات التي سبقت الغزو المغولي عددًا تقريبًا، ولكن ليس تمامًا، لعدد السيوف بقدر السيوف المستقيمة المستخدمة في روسيا خلال هذه القرون الثلاثة.
في القوقاز، طور الشركس السيف التركي المغولي إلى نسخة مميزة تسمى الشاشكا بحلول القرن السابع عشر.
تبنت بولندا أيضًا هذا النوع من تصميم السيوف في منطقة شابلا بدءًا من أواخر القرن السادس عشر. في الواقع، ستصبح هذه الأمثلة المجرية والبولندية للسيف وسلاح الفرسان فعالة للغاية لدرجة أن القوى العظمى في أوروبا ستأخذ لاحقًا من هذا التصميم في تطوير سيف الفرسان في الفترة الحديثة والذي يوجد في الزي الرسمي للعديد من الجيوش حتى يومنا هذا.
في ألمانيا ، تسببت المواجهات مع الأتراك الزاحفين في إجراء تعديلات على اللانجات التي أدت في النهاية إلى الغسق في منتصف القرن السادس عشر.

## أنظر أيضا
- قلج
- بولوار
- تلوار
- شاشكا
- ياتاجان
- استوك
- ليويداو